# 黃曦誼
黃曦誼（英語：Candy Wong，2001年11月11日—），原名黃曉文，香港女演員，2019年參演ViuTV音樂電影《戀愛要在生日前》女主角而出道，2021年再參演ViuTV單元劇《YOLO的練習曲》而被更多人認識。

## 簡歷
黃曦誼，模特兒出身，曾接拍多個廣告及MV，包括2019年參演陳卓賢（Ian @MIRROR）的MV《另一個諾貝爾》及姜濤（@MIRROR）的《亞特蘭提斯》，同年得到機會參演姜濤及陳卓賢主演的ViuTV音樂電影《戀愛要在生日前》擔綱女主角。2021年她參演ViuTV單元劇《YOLO的練習曲》。2022年簽約宏寰文化傳播成為旗下藝人，開始接受唱歌、跳舞及演戲訓練，於2022年6月拍畢新電影《夜校》，該電影演員包括葛民輝、張天賦、李靜儀、陳紫萱等等。

## 演出作品

### 電視節目（ViuTV）
- 2019年：《戀愛要在生日前》 飾 Cathy
- 2021年：《YOLO的練習曲》 飾 Candy
- 2025年：《三命》 飾 Wendy

### 電視節目（香港電台）
- 2019年：《迷什麼~ 不捨不棄》飾 少女
- 2019年：《影動青春IV~ Go Chilli》飾 吳穎詩

### 電影
- 2023年：《夜校》飾 晴子

### MV
- 2018年：許志安《教我這麼愛下去》
- 2019年：陳卓賢《另一個諾貝爾》
- 2019年：姜濤《亞特蘭提斯》
- 2023年：Dear Jane《浮床》
- 2025年：林家謙《夏日之子》

## 軼聞
香港有位女藝人黃家慰英文名亦為「Candy Wong」，且二人生日同為11月11日（黃家慰比黃曉文年長10年），所以2021年有媒體報道《YOLO的練習曲》的消息時，誤將黃曉文當做黃家慰。

## 外部連結
- 黃曦誼的Instagram帳戶
- 黃曦誼的Facebook專頁
- 黃曦誼的Telegram Group